# The Curse (serie estadounidense)
The Curse es una serie de televisión estadounidense de suspense y comedia negra satírica creada y escrita por Nathan Fielder y Benny Safdie, y protagonizada por Emma Stone, Fielder y Safdie. Se rodó entre junio y octubre de 2022 y se estrenó en streaming y bajo demanda para todos los suscriptores de SkyShowTime en España el 5 de enero de 2024. Sus tres primeros episodios se estrenaron en el Festival de Cine de Nueva York el 12 de octubre de 2023.

## Premisa
La serie explora "Cómo una supuesta maldición perturba la relación de una pareja de recién casados mientras intentan concebir un hijo a la vez que coprotagonizan su problemático nuevo programa de HGTV, Fliplanthropy".

## Reparto y personajes

### Principal
- Emma Stone como Whitney Siegel, esposa de Asher y coprotagonista de un programa de HGTV sobre casas pasivas.
- Nathan Fielder como Asher Siegel, marido de Whitney y coprotagonista del programa de HGTV.
- Benny Safdie como Dougie Schecter, el productor del programa de HGTV y amigo de Asher.

### Recurrente
- Constance Shulman y Corbin Bernsen como Elizabeth y Paul, los padres de Whitney, que son unos caseros sin escrúpulos.
- Hikmah Warsame como Nala, una joven que maldice a Asher.
- Dahabo Ahmed como Hani, la hermana mayor de Nala.
- Christopher Calderón como Fernando, un lugareño con problemas económicos empleado por Whitney.
- Barkhad Abdi como Abshir, el padre de Nala y Hani.
- Gary Farmer como James Toledo, Gobernador del Pueblo de San Pedro.
- Nizhonniya Luxi Austin como Cara Durand, una artista de Pueblo de Picurís que trabaja con Whitney.

### Invitado
- Dean Cain como Mark Rose, un comprador de casas.
- GiGi Erneta como Martha, una ejecutiva de HGTV.
- Rachael Ray como ella misma.
- Vincent Pastore como él mismo.

## Producción

### Desarrollo
Showtime dio luz verde a The Curse en febrero de 2020. Fue creada y escrita por Nathan Fielder y Benny Safdie. Safdie declaró que la serie "comenzó como una comedia de 30 minutos y se convirtió en una comedia dramática de una hora".
Según una entrevista de diciembre de 2023 con IndieWire, una interacción que Fielder tuvo poco después de mudarse a Los Ángeles ayudó a inspirar la premisa de la serie: una mujer en la calle le pidió dinero a Fielder, y cuando él respondió que no tenía, ella declaró "te maldigo". Fielder, molesto por sus palabras, sacó dinero de un cajero automático, regresó junto a la mujer y le dio veinte dólares. Según Fielder, "no creo en esas cosas, pero no puedo quitármelas de la cabeza. A veces, si alguien te dice algo, aunque sea en broma, y sientes que has metido la pata en algo, puede quedarse en tu mente y crecer hasta consumirte. Entonces empezamos a darle vueltas a esa idea, en plan: '¿No sería interesante que esa sensación estuviera presente en toda la serie?'"
En una entrevista de enero de 2024, Safdie se refirió a la posibilidad de una segunda temporada: "No está descartada. Hay ideas, pero definitivamente es demasiado prematuro para lanzarlas al mundo".

### Casting
En diciembre de 2020, Emma Stone se unió al reparto de la serie. En julio de 2022, Corbin Bernsen, Barkhad Abdi y Constance Shulman se unieron al reparto.

### Rodaje
La fotografía principal tuvo lugar en Santa Fe y Española, Nuevo México, de junio a principios de octubre de 2022.

### Banda sonora
La banda sonora original de la serie fue compuesta e interpretada por Daniel Lopatin, colaborador habitual de Safdie, y John Medeski. Además, la música de Alice Coltrane está muy presente en la serie.

## Temas y análisis
La serie aborda temas como el artificio de la telerrealidad, el aburguesamiento, la apropiación cultural, el capitalismo sostenible, el judaísmo, el altruismo patológico, el alardeo moral, el matrimonio y la paternidad.

## Reception

### Respuesta de la crítica
En Rotten Tomatoes, el 94% de las 66 reseñas de los críticos son positivas, con una nota media de 8,5/10. El consenso de la web es el siguiente: "Un matrimonio de sensibilidades perversamente incómodo entre Nathan Fielder y Benny Safdie, con una magistral Emma Stone uniéndolo todo, The Curse hará que los espectadores rían y se retuerzan a partes iguales". En Metacritic, la serie tiene una puntuación media ponderada de 76 sobre 100, basada en 33 críticas, lo que indica "críticas generalmente favorables".
Entertainment Weekly, IndieWire, Elle, Time, The A.V. Club y The New Yorker la han incluido entre las mejores series de televisión de 2023.